# Bernhard Mühlhan
Bernhard Mühlhan (* 12. Februar 1905 in Lehrte; † 11. Oktober 1972 in Bad Pyrmont) war ein deutscher Pädagoge und Politiker (FDP).

## Leben
Nach dem Besuch der Mittelschule absolvierte Mühlhan das Lehrerseminar in Hameln, das er mit der Prüfung für Lehrer an Volksschulen abschloss. Er legte das Abitur in Jena ab und studierte im Anschluss Neuere Geschichte, Germanistik und Anglistik an den Universitäten in Jena und Berlin. Von 1939 bis 1945 nahm er als Soldat am Zweiten Weltkrieg teil. 1950 wurde er an der Universität Göttingen zum Dr. phil. promoviert.
Mühlhan war als Lehrer an einer Volksschule und einer höheren Schule tätig. Er wurde von 1949 bis 1953 von der Notgemeinschaft der Deutschen Wissenschaft bzw. der Deutschen Forschungsgemeinschaft mit der Bearbeitung einer Biographie über Johann Carl Bertram Stüve beauftragt. Bis 1965 erarbeitete er im Auftrag der Landeskreditanstalt Hannover eine Darstellung über die niedersächsische Bauernbefreiung.

## Partei
Mühlhan trat 1955 der FDP bei und war seit 1959 Vorsitzender des FDP-Bezirksverbandes Hannover-West-Niedersachsen sowie Mitglied des Landesvorstandes der FDP Niedersachsen. Des Weiteren war er ab 1961 Vorsitzender des Landeskulturausschusses der FDP Niedersachsen.

## Abgeordneter
Mühlhan gehörte dem Deutschen Bundestag von 1965 bis 1969 an. Er war über die Landesliste der FDP Niedersachsen ins Parlament eingezogen.

## Schriften
- Hannover-Preussen und Österreich 1849-1850. Das Märzministerium Stüve im Kampf für eine hannöversche Lösung der deutschen Verfassungsfrage. Dissertation, Universität Göttingen 1950
- mehrere biographische Artikel in der NDB (Liste)